# Nationaal park Store Mosse
Nationaal park Store Mosse (Zweeds: Store Mosse Nationalpark) (Nederlands: "groot moeras") is een nationaal park in het landschap Småland in Zweden. Het nationaal park ligt in de gemeenten Vaggeryd, Gnosjö en Värnamo. Het totale gebied Store Mosse heeft een oppervlakte van ongeveer 100 km², hiervan is 77 km² nationaal park. Het nationaal park is opgericht in 1983.
Het is een van de grootste moerassen in Zweden ten zuiden van Lappland. Het is een belangrijk vogelgebied en heeft een bijzondere flora en fauna. Het in het nationaal park gelegen meer Kävsjön is een van de belangrijkste broedplaatsen in Zweden voor kraanvogels. Er leven in totaal meer dan 100 verschillende vogelsoorten in het gebied, voorbeelden hiervan zijn behalve de al eerder genoemde kraanvogel, de wilde zwaan, blauwe reiger, het korhoen, de grauwe gans, de regenwulp en het bokje.
In het gebied liggen verschillende wandelpaden, deze paden hebben een gezamenlijke lengte van ongeveer 40 kilometer. Ook zijn er verschillende rusthutten en vogelkijkhutten in het nationaal park te vinden.